# Titina Silla
Tên này sử dụng phong tục đặt tên Bồ Đào Nha. Tên gia đình đầu tiên hoặc gia đình là Ernestina và tên gia đình thứ hai hoặc gia đình là Silá.
Titina Ernestina Silá (var. Silla), (1943 - 30 tháng 1 năm 1973) là thành viên Guinea-Bissauan của PAIGC. Ngày 30 tháng 1, ngày mất của bà, được tôn vinh làm Ngày Quốc tế Phụ nữ ở Guinea Bissau.

## Chiến tranh du kích

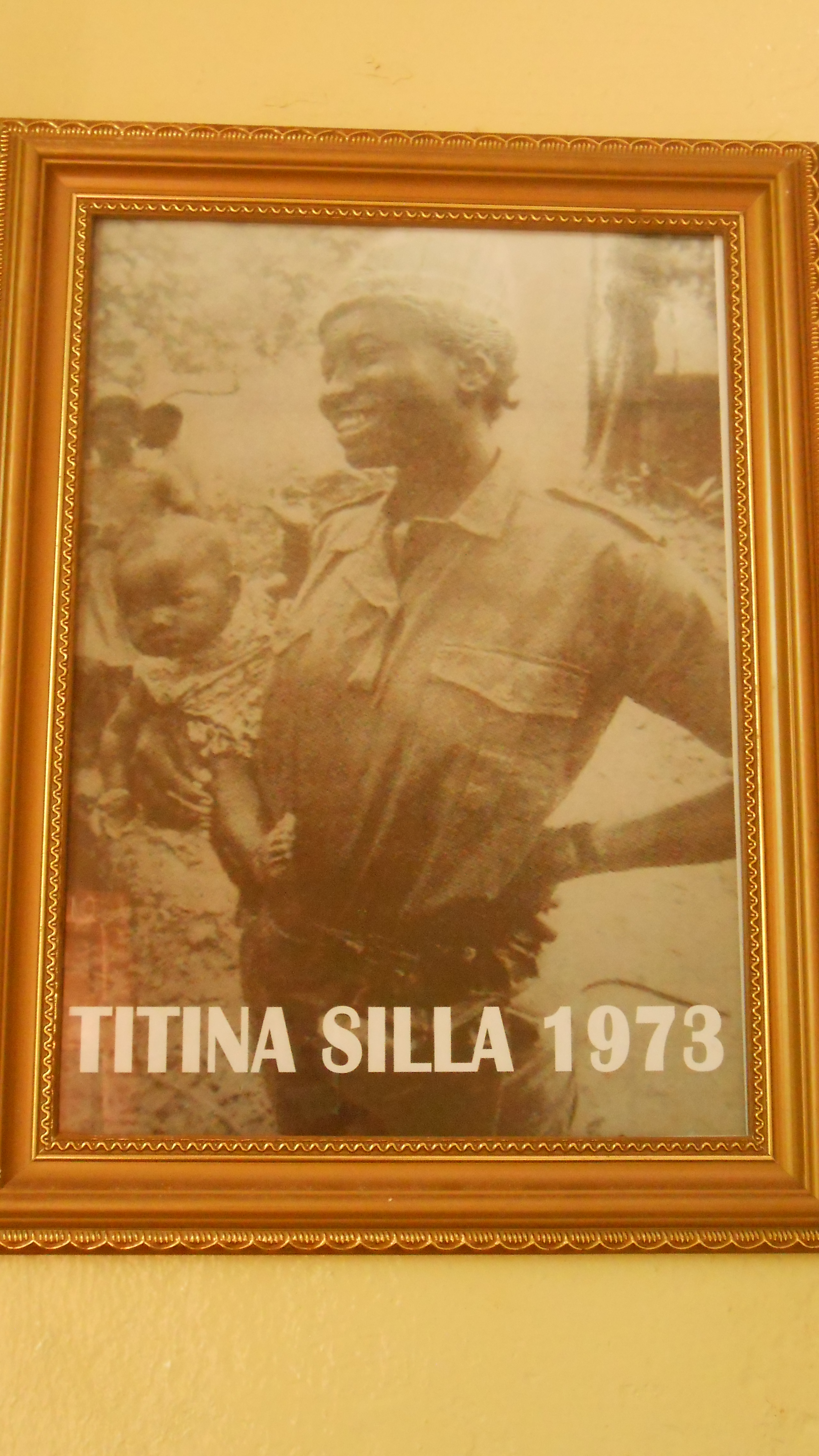
Nhiếp ảnh Titina Silla trong Museu Militar da Luta de Libertação Nacional, bảo tàng chiến tranh độc lập quốc gia, nằm bên trong pháo đài Fortaleza de São José de Amura ở Bissau

Bà nổi tiếng trong lịch sử Guinea Bissauan là một liệt sĩ của Chiến tranh Độc lập Guinea-Bissau chống lại Bồ Đào Nha, dẫn đầu bởi PAIGC. Rất trẻ, Titina Silla tham gia cuộc chiến tranh du kích do Amílcar Cabral lôi kéo. Bà thể hiện kỹ năng tổ chức và lãnh đạo đáng chú ý và trở thành một trong những nhân vật nổi tiếng nhất. Titina Silá đã nổi tiếng trong phong trào vào đầu những năm 1960 với tư cách là một nhà lãnh đạo du kích 18 tuổi ở Mặt trận phía Bắc.

## Tử vong
Bà đã bị giết trong một cuộc chạm trán với quân đội Bồ Đào Nha khi băng qua sông Farim với một nhóm du kích khác. Cô đang trên đường đến đám tang của Amílcar Cabral, thủ lĩnh của đội du kích PAIGC, người bị ám sát nhiều ngày trước đó ở Conakry (20 tháng 1 năm 1973). Sau sự kiện Cách mạng Hoa cẩm chướng ở Lisbon và sự độc lập của Guinea Bồ Đào Nha là República da Guiné-Bissau năm 1974, một tượng đài đã được dựng lên để vinh danh bà gần sông Farim nơi cô qua đời và ngày được đánh dấu là Ngày Quốc tế Phụ nữ Nacional da Mulher guineense ") ở Guinea Bissau. Nhiều địa điểm và tổ chức ở Guinea-Bissau được đặt tên theo Silá, bao gồm Praça Titina Silá ở Bissau (nơi đặt các bộ của chính phủ và các cơ quan ngoại giao). Cùng với Cabral và Sebastos Ramos, bà được nhớ đến như những nhân vật nổi tiếng nhất của cuộc đấu tranh giành độc lập.